# UAE Development Team
Das UAE Development Team ist ein Radsportteam im Frauenradsport aus den Vereinigten Arabischen Emiraten mit Sitz im schweizerischen Lamone.

## Organisation und Geschichte
Die Geschichte des Teams geht auf das Jahr 2008 zurück, als die beiden Italiener Davide Arzeni und Valentino Villa ein Radsportteam für 12- bis 14-jährige Mädchen gründeten. Um die Fahrerinnen weiter zu betreuen, kamen über die Jahre ein Jugendteam und ein Juniorenteam dazu. 2016 stellte das Team mit Elisa Balsamo die Junioren-Weltmeisterin im Straßenrennen.
Nach dem Weltmeistertitel von Elisa Balsamo entschloss sich die Teamleitung, zur Saison 2017 ein eigenes Elite-Team zu gründen. Dieses wurde unter dem Namen Valcar PBM als UCI Women’s Team lizenziert und war registriert in Italien mit Sitz in Bottanuco. Innerhalb von zwei Jahren entwickelte sich das Team zu einem der weltbesten Frauenradsportteams. Neben Elisa Balsamo begannen unter anderem auch Marta Cavalli, Chiara Consonni und Silvia Persico ihre Radsportkarriere beim Team Valcar. Aufgrund begrenzter finanzieller Mittel verzichtete das Team trotz ausreichend hoher Platzierung in der Team-Weltrangliste auf eine Lizenzierung als UCI Women’s WorldTeam, war aber für die Rennen der UCI WorldTour automatisch startberechtigt. Die Saison 2022 war mit 14 Saisonsiegen die bisher erfolgreichste seit Bestehen, damit war Valcar das bestplatzierte UCI Women’s Continental Team und rangierte in der Weltrangliste vor der Hälfte der WorldTeams.
Aufgrund steigender Kosten sprach die Teamleitung bereits im Verlauf der Saison 2022 über eine Zusammenarbeit mit einem Women’s WorldTeam. Zur Saison 2023 wurde dann das Team in die Teamstrukturen des UAE Team ADQ integriert und unter dem Namen UAE Development Team als offizielles Development-Team bei der UCI registriert. Bereits im ersten Jahr als Development Team errang das Team elf Siege, fünf davon durch Linda Zanetti.

## Saison 2025
Mannschaft
| Teamkader 2025          | Teamkader 2025    | Teamkader 2025               | Teamkader 2025                    |
| Name                    | Geburtsdatum      | Land                         | Vorheriges Team                   |
| ----------------------- | ----------------- | ---------------------------- | --------------------------------- |
| Paula Blasi             | 19. Februar 2003  | Spanien                      | Massi Baix Ter (2024)             |
| Amalia Debarges         | 22. Juni 2006     | Frankreich                   | Lyon Sprint Evolution (2024)      |
| Zahra Hussain           | 8. Juli 2001      | Vereinigte Arabische Emirate |                                   |
| Febe Jooris             | 4. Oktober 2004   | Belgien                      | AG Insurance-Soudal NXTG (2024)   |
| Fee Knaven              | 12. Dezember 2006 | Niederlande                  |                                   |
| Hannah Kunz             | 11. Januar 2005   | Deutschland                  |                                   |
| Francesca Pellegrini    | 20. Februar 2004  | Italien                      |                                   |
| Eilidh Shaw             | 27. Dezember 2004 | Vereinigtes Königreich       | Alba Development Road Team (2024) |
| Federica Venturelli     | 12. Januar 2005   | Italien                      |                                   |
|                         |                   |                              |                                   |
| Quelle: ProCyclingStats |                   |                              |                                   |

 Erfolge
| Siege | Siege  | Siege | Siege  | Siege  | Siege |
| Datum | Rennen | Staat | Klasse | Sieger |       |
| ----- | ------ | ----- | ------ | ------ | ----- |

## Bisherige Saisonerfolge
| Rennserie                 | 2017 | 2018 | 2019 | 2020 | 2021 | 2022 | 2023 | 2024 |
| ------------------------- | ---- | ---- | ---- | ---- | ---- | ---- | ---- | ---- |
| UCI Women’s WorldTour     | -    | -    | 2    | 1    | 2    | 2    | -    | -    |
| andere UCI-Rennen         | -    | 2    | 4    | -    | 4    | 8    | 7    | 10   |
| nationale Meisterschaften | 1    | -    | -    | -    | -    | 2    | 4    | 1    |

## Platzierungen in der UCI-Weltrangliste
| UCI Ranking | UCI Ranking | UCI Ranking             | UCI Ranking |
| Jahr        | Teamwertung | Einzelwertung           |             |
| ----------- | ----------- | ----------------------- | ----------- |
| 2017        | 28.         | Elisa Balsamo (87. )    |             |
| 2018        | 9.          | Elisa Balsamo (19. )    |             |
| 2019        | 12.         | Elisa Balsamo (19. )    |             |
| 2020        | 12.         | Marta Cavalli (25. )    |             |
| 2021        | 11.         | Elisa Balsamo (12. )    |             |
| 2022        | 8.          | Silvia Persico (8. )    |             |
| 2023        | 22.         | Linda Zanetti (21. )    |             |
| 2024        | 22.         | Karlijn Swinkels (13. ) |             |
|             |             |                         |             |
| Quelle: UCI |             |                         |             |